# Llista de temporades d'huracans de l'Atlàntic
Aquesta és una llista de les temporades d'huracans a l'Atlàntic. La temporada d'huracans a l'Atlàntic és l'època de l'any en què es formen els huracans a l'Oceà Atlàntic del nord. La temporada comença l'1 de juny i acaba el 30 de novembre. Hi ha una mitjana de deu tempestes tropicals, sis huracans i dos o tres grans huracans a l'Atlàntic.
El Centre Nacional d'Huracans dels EUA és l'organisme encarregat de fer el seguiment i vigilància dels huracans a l'Atlàntic nord, així com realitzar la seva predicció.

## Abans delseglexvii
1492-1524 1525-1549
1550-1574 1575-1599

## Seglexvii
1600-1619 1620-1639
1640-1659 1660-1679 1680-1699

## Seglexviii
1700-1719 1720-1739 1740-1759
1760-1769 1770-1779 1780-1789 1790-1799

## Seglexix
1800-1809 1810-1819 1820-1829 1830-1839
1840-1849 1850-1859 1860-1869 1870-1879
1880-1884
1885
1886
1887
1888
1889
1890
1891
1892
1893
1894
1895
1896
1897
1898
1899

## Segle XX
1900
1901
1902
1903
1904
1905
1906
1907
1908
1909
1910
1911
1912
1913
1914
1915
1916
1917
1918
1919
1920
1921
1922
1923
1924
1925
1926
1927
1928
1929
1930
1931
1932
1933
1934
1935
1936
1937
1938
1939
1940
1941
1942
1943
1944
1945
1946
1947
1948
1949
1950
1951
1952
1953
1954
1955
1956
1957
1958
1959
1960
1961
1962
1963
1964
1965
1966
1967
1968
1969
1970
1971
1972
1973
1974
1975
1976
1977
1978
1979
1980
1981
1982
1983
1984
1985
1986
1987
1988
1989
1990
1991
1992
1993
1994
1995
1996
1997
1998
1999

## Segle XXI
2000
2001
2002
2003
2004
2005
2006
2007
2008
2009
2010
2011
2012